# 남자는 괴로워 31
남자는 괴로워 31(男はつらいよ 旅と女と寅次郞: Tora-san's Song Of Love)은 일본에서 제작된 야마다 요지 감독의 1983년 코미디 영화이다. 아츠미 키요시 등이 주연으로 출연하였다.

## 출연

### 주연
- 아츠미 키요시
- 바이쇼 치에코

### 조연
- 미야코 하루미
- 호소카와 타카시
- 마에다 긴
- 시모조 마사미
- 미사키 치에코